# تشارلي توماس (لاعب كرلنغ)
تشارلي توماس هو لاعب كرلنغ كندي، ولد في 4 أبريل 1986 في فيكتوريا في كندا.

## وصلات خارجية
- تشارلي توماس على موقع الاتحاد الدولي للكرلنغ (الإنجليزية)